# Georges Jacques Danton
Georges Jacques Danton (Arcis-sur-Aube (Aube), 1759. október 28. – Párizs, 1794. április 5.) a francia forradalom egyik kimagasló alakja.

## Életrajza
Édesapja egy köztiszteletben álló, ám szegény ügyvéd, Jacques Danton volt. Édesanyját Marie-Madeleine Camus-nek hívták. Kiskorában állatok felöklelték, ezért arca komolyan megsérült, ami himlővel párosulva elcsúfította őt.
1787-ben feleségül vette Antoinette Gabrielle Charpentiert, egy párizsi kávéház tulajdonosának a lányát, akitől három gyermeke született (egyikük, egy fiú még csecsemőként meghalt). Antoinette 1793-ban meghalt, de Danton nemsokkal azután újra nősült, Louise Sébastienne Gély, egy parlamenti teremőr lányát vette el.
A francia forradalom kitörésekor ügyvéd volt Párizsban, ahol csekély vagyonát eltékozolta. Azután megismerkedett Mirabeau-val, aki nyomban felismerte tehetségét, valamint azt is, hogy forradalmárnak született.
Óriás testalkatú volt, erős hangú, arca ugyan rút és himlőhelyes, de tekintete éles és merész, beszéde pedig fantasztikus és megragadó. Zabolátlan eréllyel és vaskövetkezetességgel merész terveket szőtt. Néhány hét alatt a párizsi felkelők bálványa lett és 1789. július 14-én a tömeget a Bastille ostromára izgatta. Miután a Cordeliers-körzet elnökévé választották, a minisztériumot a Jakobinus klub határozata alapján a nemzetgyűlés előtt bevádolta (1790. november 10.) és Camille Desmoulins, Fabre d’Églantine valamint Jean-Paul Marat társaságában megalapította a Cordeliers klubot, amely politikai fanatizmus dolgában még a jakobinusokon is túltett. Louis Philippe Joseph d’Orléans herceggel is barátságot kötött, és részt vett orgiáiban. Mirabeau halála óta mind merészebben lépett fel, és az udvar ajánlatait visszautasította. 1791. július 17-én a népet a Mars-mezőre hívta gyűlésre, ahol elhatározták, hogy a nemzetgyűléstől a király trónfosztását fogják kérni. La Fayette tábornok és Jean-Sylvain Bailly ugyan lecsöndesítették a mozgalmat és Dantonnak az elfogatási parancs elől menekülnie kellett, de nemsokára a nép védelme alatt visszatért Párizsba, és az alkotmányozó gyűlés tilalma ellenére is a főváros ügyésze lett. Nagy része volt a Tuileriák megrohanásában és a királyság megbuktatásában.
Az 1792. augusztus 10. után alakult jakobinus-kabinetben az igazságügyi tárcát kapta. Amikor nyáron a porosz hadsereg Champagne-ban győztesen előrenyomult és a royalista párt életjelt adott magáról: kimondta a baljóslatú szavakat: „Csak merészség és megint merészség!” Sorra járta Párizs ártatlanokkal és gyanúsítottakkal megtelt börtöneit, szeptemberben több ezer embert egyszerűen lemészároltatott. Igaz ugyan, hogy nem személyes bosszúból, hanem elvből rendezte e vérengzést, hogy a royalista pártot rémületbe ejtse; egyeseknek, akik hozzá fordultak (Adrian Duport, Antoine Barnave, Charles de Lameth, Barthélemy abbé), megkegyelmezett. Célját el is érte, mert a királypárti polgárság moccanni sem mert többé.
Amikor a Konvent megkezdte tanácskozásait, Danton miniszteri állásáról leköszönt és Lacroi társaságában a franciák által megszállt Dél-Németalföldre (a mai Belgiumba) távozott, hogy a forradalmi eszméket ott is terjessze. Innen adta le szavazatát XVI. Lajos feltétlen kivégeztetésére. Belgiumban az állami és egyházi javakat sorra elkobozta és – legalább részben – a saját javára eladta; az ellenpártiakat tűzzel-vassal pusztította, szóval itt is elvből rémített; egyes esetekben azonban itt is meghallgatta a kérelmezőket. 1793 márciusában visszatért Párizsba, és megsokallván a fanatikus csőcselék uralmát, a girondistákhoz közeledett, hogy azokkal vállvetve az ochlokráciának (a. m. tömeguralom – görög) véget vessen. De a Gironde megye tagjai utálattal fordultak el a gyilkos rablótól, sőt Dantont felségsértés vádjával is megpróbálták megbuktatni.
Ő tehát a Hegypárthoz fordult vissza, amelynek soraiban akarva, nem akarva, a girondisták megbuktatásában közreműködött. Bukásuk után mindazonáltal kísérletet tett, hogy a Konventet a halálra ítélt girondisták iránti megkegyelmezésére indítsa. Ezzel azonban nem ért célt, sőt maga is gyanúba keveredett.
Tekintélye ettől kezdve fokozatosan csökkent. Azt ugyan még keresztülvitte, hogy a Konvent a kenyér maximált árát megszabja és a sans-culotte-oknak fizetést rendelt, de a Közjóléti Bizottságból ellenfeleinek intrikái következtében kimaradt.
Otthagyta a fővárost és szülőföldjére tért vissza, ahol ismét megnősült (első felesége 1793 elején meghalt). 1793 novemberében azonban megint Párizsba ment, hogy a Jacques Hébert és követői hóbortjának véget vessen, és a józan ész követelményeinek érvényt szerezzen. Tette ezt abban a hiszemben, hogy Robespierre barátságára és támogatására számíthat. Ebben azonban csalódott, mert Robespierre elhatározta, hogy versenytársait elteszi láb alól, mégpedig olyan formán, hogy viszálykodásaikat megbuktatásukra felhasználja. Előbb Dantont segítette tehát az Hébert-isták ellen, azután pedig az elszigetelt Danton vesztére tört, akit (1794. március 31-e éjjelén) elfogatott. Három nappal később őt és néhány hívét, Desmoulins-t, François-Joseph Westermannt, Jean-François Delacroix-t, Pierre Philippeaux-t a Forradalmi Törvényszék elé vitték. A Saint-Just által ravaszul szerkesztett vádirat azzal vádolta, hogy az orléans-i herceget a trónra akarta juttatni, és hogy Dumouriez árulásáról tudomása volt, valamint terhére rótták az állami célra elkobzott egyházi értékek megdézsmálását is.  
Danton bátran viselkedett, a bírákkal éreztette megvetését, és a halálos ítélet kihirdetése után így kiáltott fel: „Néhány gyáva haramiának áldoznak fel bennünket, de nem sokáig fogják győzelmük gyümölcsét élvezni. Magam után vonszolom majd Robespierre-t. A gyávát! Csakis én tudtam volna őt megmenteni”. Miközben a vérpadra vitték, a kordén zötykölődő Danton Robespierre házánál ezt kiáltotta: „Követni fogsz ezen az úton!” Amikor a nyaktilóhoz vitték, a tapsoló tömeget így utasította rendre: „Hallgass, háládatlan tömeg!” A hóhérnak pedig ezt mondta: „Elég egy szíj is, a másikat tedd el Robespierre részére!”